# Chinese Democracy (singolo)
Chinese Democracy è una canzone dei Guns N' Roses. Si tratta del primo singolo estratto dall'album  omonimo, nonché la prima traccia dell'album in questione.
Scritta dal cantante Axl Rose e da Josh Freese, la canzone presenta un sound quasi del tutto nuovo rispetto a quello dei precedenti album del gruppo, restando pure sempre nel genere Hard rock.
La canzone inizia con delle voci di alcune persone che parlano in cinese, a seguire un riff di chitarra molto potente che va in crescendo fino all'urlo di Axl che dà il via al cantato.
La canzone è stata suonata per la prima volta il 30 dicembre 2000 all'House of Blues di Las Vegas,  viene trasmessa ufficialmente dalle radio americane dal 22 ottobre 2008. Dall'uscita del singolo in poi Chinese Democracy è stata sempre cantata durante i concerti.